# Campagne almohade contre la Castille
Le Campagne almohade contre la Castille était un conflit  entre les Almohades allièrent au Royaume de León et au Royaume de Navarre contre le Royaume de Castille.

## Contexte
Après la victoire décisive des Almohades à la bataille d'Alarcos, ils s'allièrent au Royaume de León et au Royaume de Navarre contre le Royaume de Castille. Cela permit aux Almohades d'attaquer plusieurs villes castillanes et de commencer le siège de Tolède. La défaite castillane à Alarcos avait profondément déstabilisé la Castille, laissant de nombreuses forteresses vulnérables. Plusieurs villes tombèrent ou furent abandonnées aux Almohades, ouvrant la voie vers Tolède.,,

## Campagne
Les forces almohades, soutenues par le Royaume de León et le Royaume de Navarre, déclarèrent la guerre à la Castille. Yaqub al-Mansur, commandeur des Almohades, attaqua et assiégea Tolède, mais ne réussit pas à la prendre. Il continua vers le nord, capturant Madrid, Guadalajara et Salamanque,.